# USS Nitze (DDG-94)

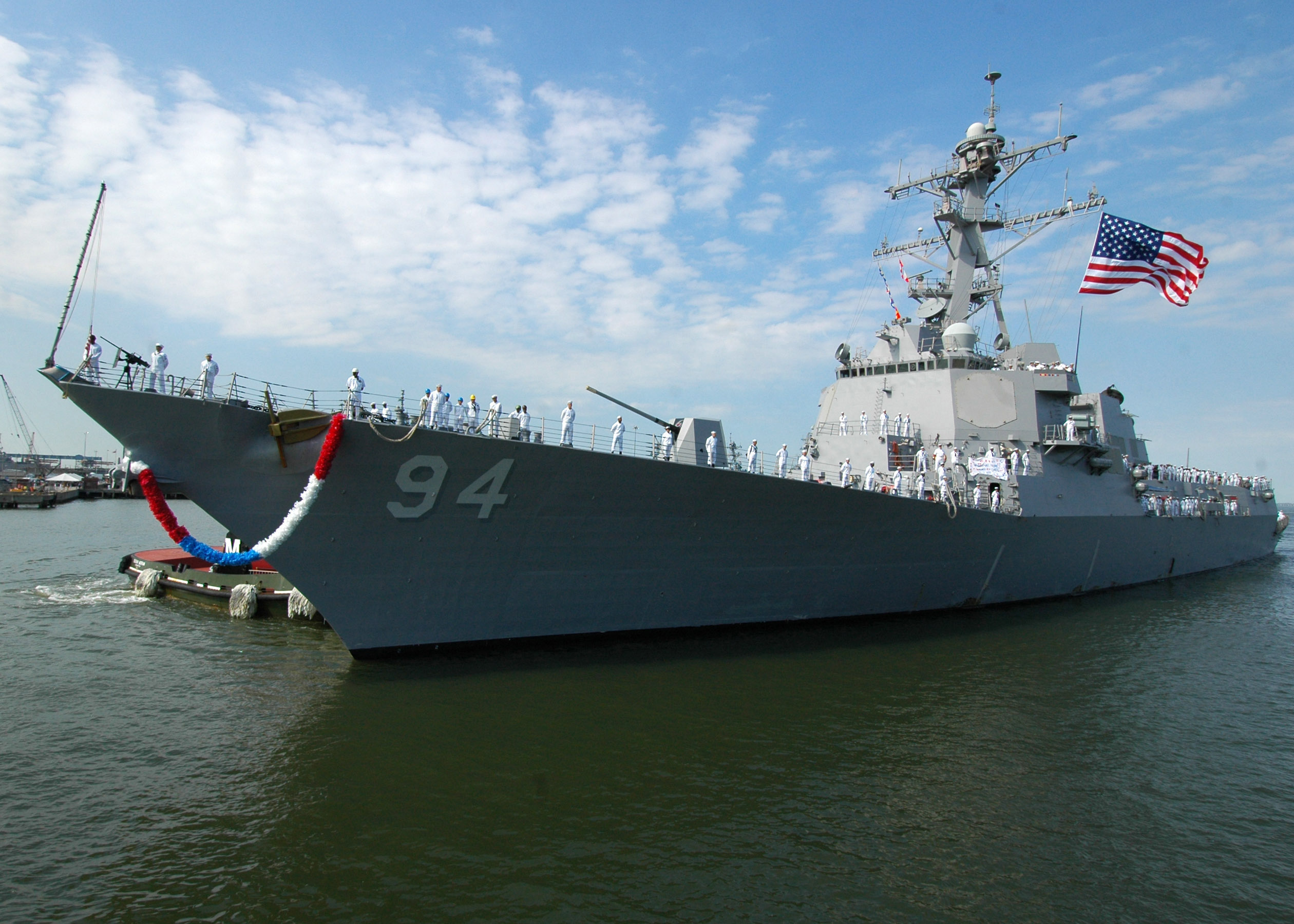
O USS Nitze ancorado na base naval de Norfolk, em 3 de julho de 2007

O USS Nitzeé um destroyer da classe Arleigh Burke pertencente a Marinha de Guerra dos Estados Unidos. Recebeu este nome em honra a Paul Nitze, que serviu como Secretário da Marinha americana no governo do presidente Lyndon B. Johnson e conselheiro sobre controle de armas na prsidência de Ronald Reagan. No serviço ativo desde 2005, seu porto de serviço fica em Norfolk na Virgínia.